# P. & C. Habig

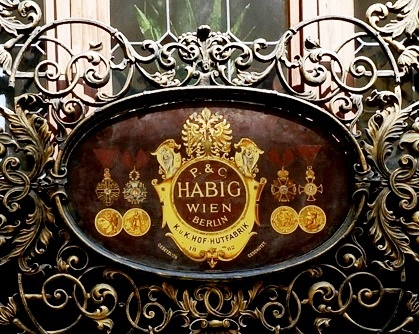
Geschäftsschild der Habig P & C, Wien Berlin K&K Hof Hutfabrik 1862 in Venedig, Italien

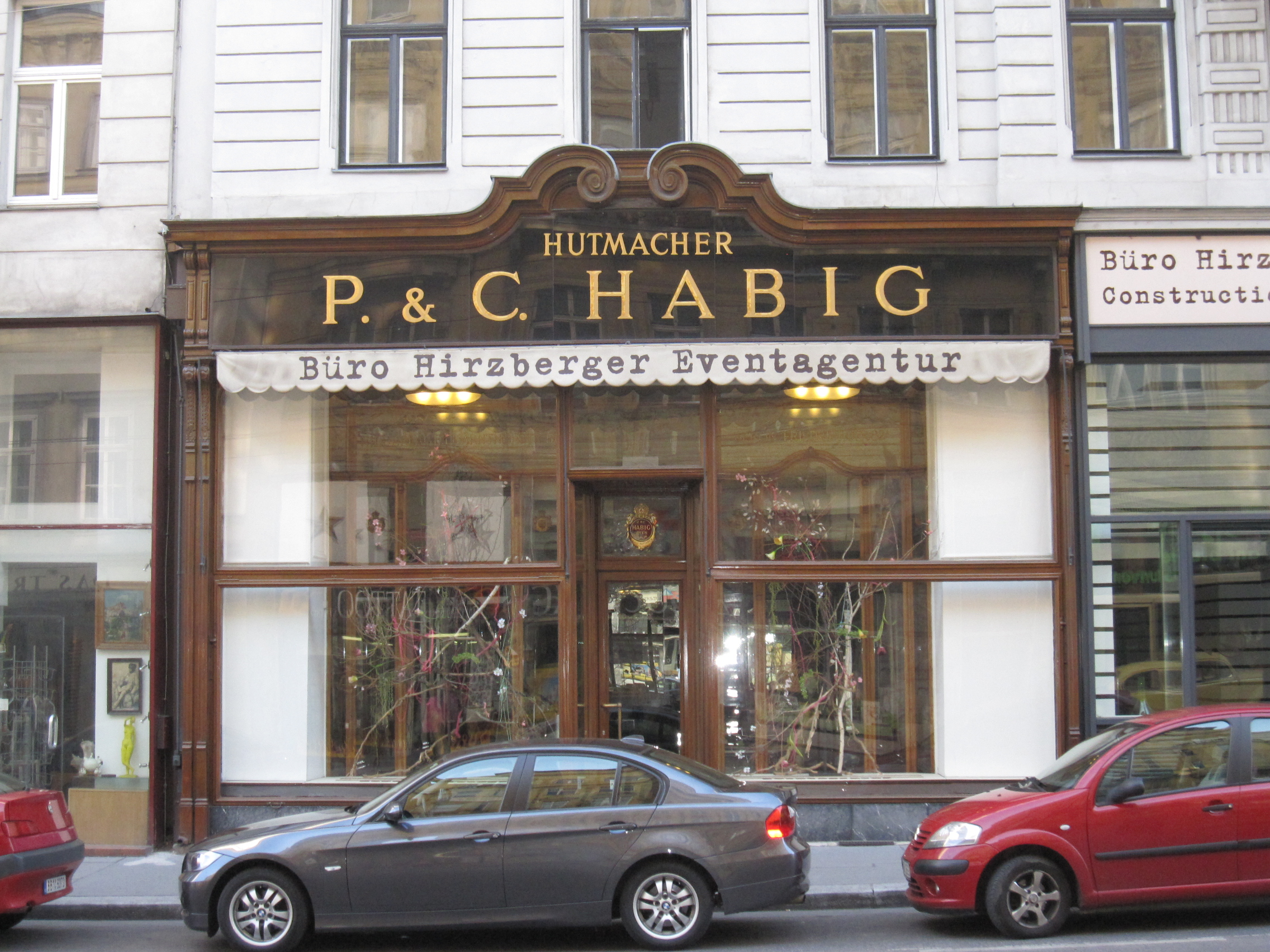
Außenansicht vom ehemaligen Geschäft von P. & C. Habig im Habig-Hof

Herstellung 1975

Kaiserliches Wappen mit Firmenzeichen von P. & C. Habig auf dem Habig-Hof

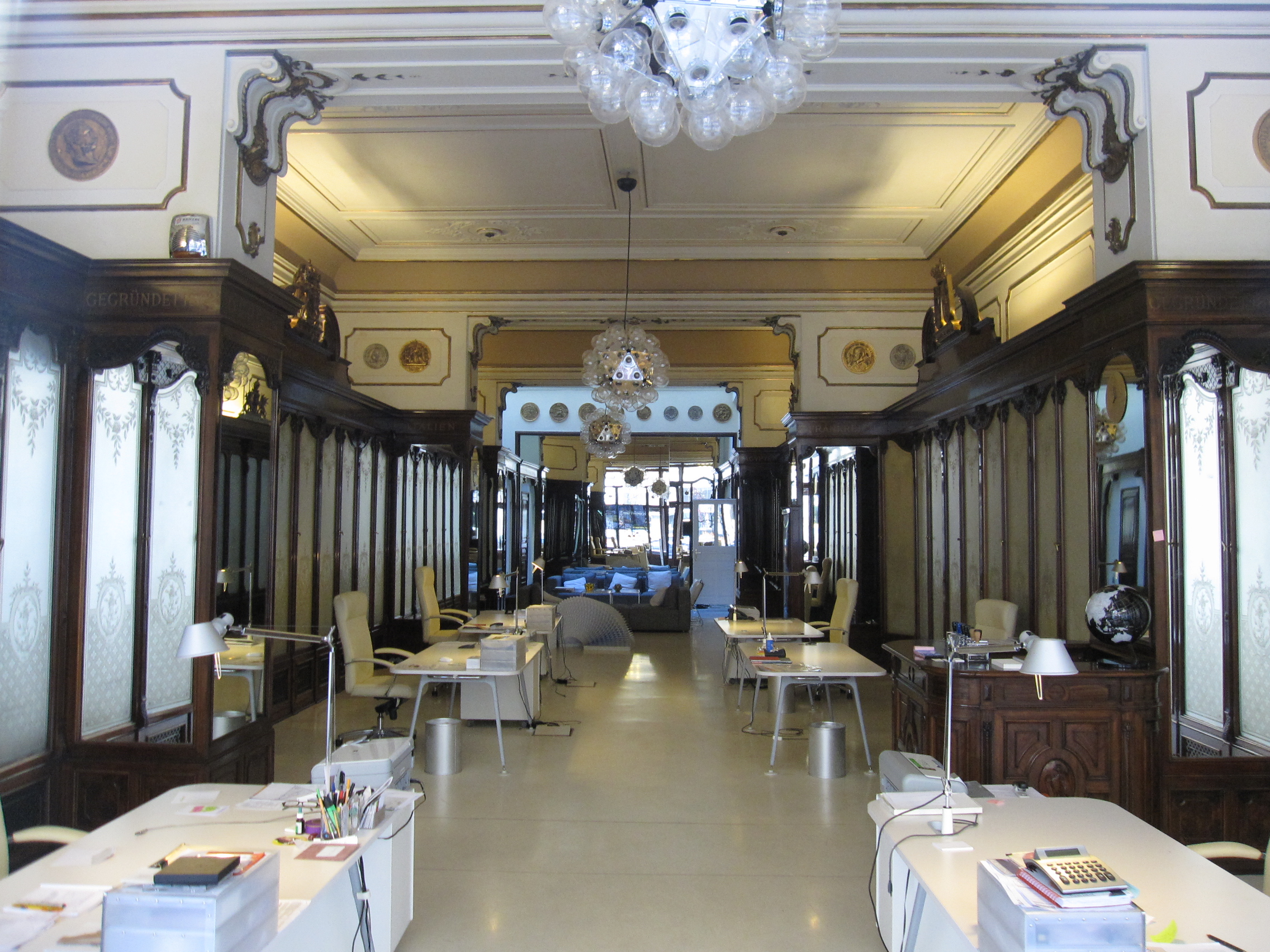
Innenansicht vom denkmalgeschützten Geschäft

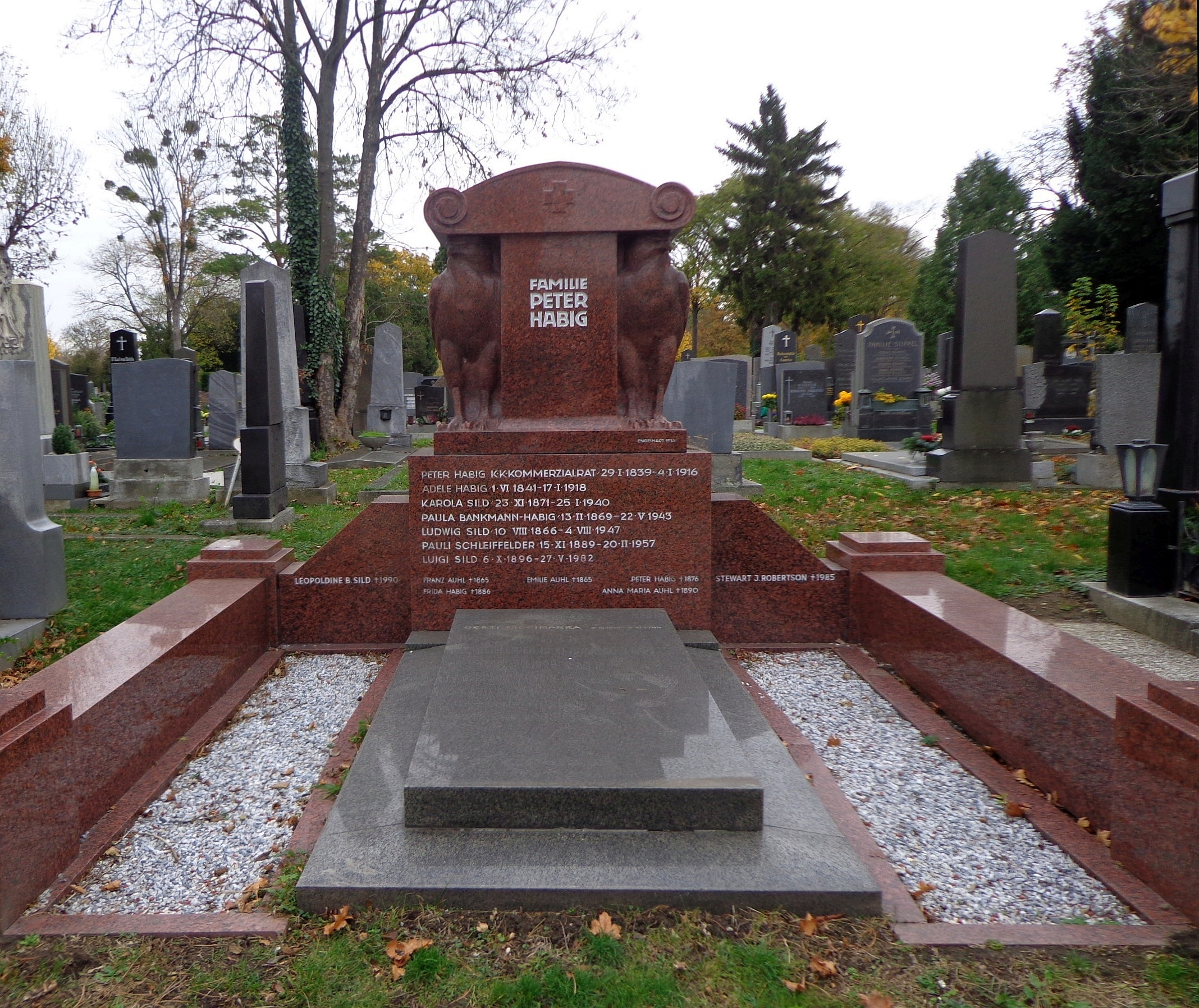
Wiener Zentralfriedhof, Gruft des Firmengründers Peter Habig (1839–1916), gestaltet von Josef Engelhart

P. & C. Habig ist ein Hutfabrikant und ehemaliger k.u.k. Hoflieferant im 4. Wiener Gemeindebezirk Wieden. Das Unternehmen wird in der fünften Generation von Barbara Habig (* 1975) weitergeführt.

## Geschichte
1853 zog Peter Habig (* 29. Jänner 1839 in Salmünster, † 4. Jänner 1916 in Wien) mit seinem entfernten Verwandten Franz Auhl nach Wien und verdiente sich zuerst 5 Jahre lang als Hutmacher. 1858 wurde er in Korneuburg freigesprochen.
Er vermählte sich mit Adelheid, der Tochter von Franz Auhl. Bei ihrer Hochzeit brachte sie als Mitgift ein Detailgeschäft ihres Vaters mit, das er bis 1866 führte. Ab 1865 half sein Bruder Carl im Betrieb.
Ab 1867 errichtete Habig eine kleine Werkstätte, in der die sehr beliebten Seidenhüte und die sogenannten „Chemisse-Galette“ hergestellt wurden. 1871 machte Peter Habig seinen Bruder Carl zum Compagnon des Unternehmens, seither hieß das Unternehmen „P. & C. Habig“. 1870 gewannen die Gebrüder die goldene Medaille bei der internationalen Ausstellung in Kassel. Die Auszeichnung „Hors concours Juror“, die sie bei der Wiener Weltausstellung 1873 gewannen, brachte ihnen zusätzliche Bekanntheit in hohen Kreisen.
1882 eröffneten beide ihre Hutfabrik an der Wiedner Hauptstraße. Mit den neuesten Maschinen ausgestattet konnten Habig reissenden Absatz erzielen. Geschäfte waren an der Wiedner Hauptstraße 15 direkt neben der Fabrik und im Palais Todesco, Kärntner Straße 51, wo Seiden- und Filzhüte verkauft wurden. 1888 wurde ein Geschäft an der Berliner Friedrichstraße 82 eröffnet. Die Blütezeit des Unternehmens fand während der Monarchie statt, als es sich K.u.K. Kammer- und Hof-Hutfabrikant nennen durfte. Weiters wurde P. & C. Habig Hoflieferant der deutschen Kaiserin Auguste Viktoria sowie des Prinzen Friedrich Leopold von Preußen. Beliefert wurden auch König Eduard VII. von Großbritannien, Georg I. von Griechenland und Peter I. von Serbien sowie Großherzog Wilhelm IV. von Luxemburg. Habig war auch ein prominenter Sponsor der Zeitschrift Das Andere von Adolf Loos, der ein ausgesprochener Ästhet war.
Aufgrund ihrer Erfolg konnten die Habigs bei der Fabrik von den Architekten Carl Holzmann und Heinrich Adam ein großes Gründerzeit-Bauensemble erbauen lassen. Der sogenannte „Habig-Hof“ war ein Gesamtwerk von Wohnungen und Verkaufsflächen, die fast einen gesamten Stadtblock einnahmen. Sie richteten wahrscheinlich auch das Comptoir des Unternehmens im Erdgeschoß ein.
Weitere Ausstellungserfolge konnte das Unternehmen in Philadelphia (1876), Paris (1878), Antwerpen (1885), Brüssel (1888), Chicago (1893) und den „Grand Prix“ in Paris 1900 erringen.
Peter Habig war einer der Gründer des Klubs der österreichischen Hutfabrikanten und einflussreich in der Wiener Hutmachergenossenschaft und im österreichischen Hutmodenverein. Er engagierte sich auch sozial und richtete Treueprämien für besonders langverdiente Mitarbeiter ein. Er war auch Mitglied des Schiedsgerichts des Niederösterreichischen Gewerbevereins und stiftete für das Technische Museum Wien eine Musterwerkstätte der Hütemacher als Ausstellungsobjekt.
Für seine Verdienste erhielt er viele Auszeichnungen, unter anderem das Goldene Verdienstkreuz mit der Krone, den Franz-Joseph-Orden, den Orden der Eisernen Krone III. Klasse und das Ritterkreuz der französischen Ehrenlegion; außerdem wurde zum Kommerzialrat ernannt.
Peter Habig starb 1916 mitten im Ersten Weltkrieg und wurde auf dem Zentralfriedhof bestattet. Seine Gruft mit Grabdenkmal wurde von Josef Engelhart gestaltet.
Nach dem Ersten Weltkrieg blieb die Hauptkundschaft aus und nach dem Zweiten Weltkrieg verloren Hüte infolge der sich ändernden Mode vollkommen an Bedeutung. Das Geschäft an der Friedrichstraße wurde im Zweiten Weltkrieg zerstört, das Hauptgeschäft an der Wiedner Straße musste aus Kostengründen aufgegeben werden. Die Erbin Barbara Habig führt bis heute eine kleine Manufaktur weiter, in der sie Hüte als Modeaccessoires kreiert.

## Geschäft
Das alte Hauptgeschäft selber gehört der Generali-Stiftung, zusammen mit der ehemaligen Fabrik steht es unter Denkmalschutz. Nur unter strengen Auflagen durfte das Geschäft für andere Zwecke adaptiert werden. Nach dem Auszug von Habig etablierten sich hintereinander einige Cafés, inzwischen befindet sich in den Räumlichkeiten eine Filiale der Kaffeehauskette Aida.
Die Architekten waren wahrscheinlich Holzmann und Adam, die das Geschäft 1896/97 im Habig-Hof an der Wiedner Straße 15 gestalteten. Das Innere ist mit weißem Stuck verziert, mit kleinen Medaillen die die Preise und internationalen Auszeichnungen aus Paris, Philadelphia, Antwerpen, Brüssel und Chicago zeigen. Kaiserliche Doppeladler und andere Staatswappen zeigen, für wen Habig als Hoflieferant tätig war. Die Vitrinen sind aus faux-Mahagoni und geätztem Milchglas gebaut. Das Geschäft selber ist durch mehrere Türen, die ebenfalls mit dekoriertem Milchglas verziert sind, unterteilt. Die Lampen von der Decke sind nicht mehr original, sondern moderne Ergänzungen.
Die Räumlichkeiten sind insgesamt 320 Quadratmeter groß, davon sind 150 m² die denkmalgeschützte Hutmacherei, 90 m² Hutwerkstatt und 80 m² Keller und Lager.